# Marina Ladynina
Marina Ladynina (in russo Марина Алексе́евна Ладынина?; Skotinino, 24 giugno 1908 – Mosca, 10 marzo 2003) è stata un'attrice sovietica,  ricordata per il suo ruolo di protagonista in Tractor Drivers (1939), The Swine Girl and the Shepherd (1941), Six O'Clock after the War is Over (1944), Ballad of Siberia (1947) e Cossacks of the Kuban (1949), tutti diretti da suo marito Ivan Pyryev. Nel 1950 Ladynina fu insignita del titolo di Artista del Popolo dell'URSS. È stata cinque volte vincitrice del Premio Stalin
La sua carriera, lanciata dal marito, si è interrotta bruscamente dopo il divorzio. Alla fine della sua vita, Ladynina, un tempo famosa a livello nazionale, viveva praticamente reclusa e dimenticata da tutti.

## Biografia
Marina Ladynina è nata nel villaggio di Skotinino, Smolensk, la maggiore di quattro figli, e ha trascorso i suoi primi anni a Nazarovo, vicino ad Achinsk, nel governatorato di Eniseisk, in Siberia. I suoi genitori, Aleksey Dmitriyevich Ladynin (1879-1955) e Maria Naumovna (1889-1971) erano contadini ignoranti; la famiglia viveva in una piccola capanna di legno e la giovane Marina doveva fare la maggior parte del duro lavoro della casa. Trascorreva le estati come lavoratrice salariata in una fattoria locale, mungendo le mucche. 
Da studentessa, Marina era un'avida lettrice; è entrata a far parte del teatro della scuola dove il suo primo ruolo è stato Natasha in "Rusalka" di Pushkin e si è esibita regolarmente ai carnevali di strada locali. Nella sua adolescenza Marina è diventata un'attrice part-time al teatro drammatico di Achinsk. All'età di sedici anni, Ladynina ha continuato a lavorare come insegnante a Nazarovo. Ha continuato a esibirsi ad Achinsk e a tenere spettacoli musicali, ma con la volontà di andare a Mosca per ulteriori studi. Il suo primo porto di scalo fu Smolensk, dove incontrò Sergey Fadeyev, l'attore del teatro Meyerhold che le consigliò di andare a sostenere esami presso l'Accademia Russa di Arti Teatrali. Per una felice coincidenza il komsomol regionale decise di mandare Ladynina a Mosca per studiare scienze sociali. Invece è andata direttamente all'Accademia; si è esibita in una performance ispirata davanti alla giuria che includeva celebrità come Serafima Birman e Vasily Luzhsky. È entrata immediatamente, indicata come "straordinariamente dotata" nell'elenco dei registri, il che significava che era libera dal sostenere ulteriori esami. 

## Filmografia parziale

### Attrice
- La fidanzata ricca (1937)
- I trattoristi (1939)
- Ljubimaja devuška (1940)

## Premi
- Artista onorato della RSFSR
- Artista popolare della RSFSR
- Artista del popolo dell'Unione Sovietica
- Premio Stalin
- Ordine d'Onore
- Ordine della Bandiera rossa del lavoro
- Ordine dell'Amicizia tra i popoli